# Asabiyyah
Assabiyya (àrab: عصبية, ʻaṣabīya) és un concepte de la cultura àrab que defineix la cohesió social, amb un èmfasi en la unitat, la consciència de grup i el sentit de propòsit compartit. Terme familiar de l'època preislàmica, en un context de «tribalisme» i «clanisme», Ibn Khaldun el considera en els seus Prolegòmens com el vincle fonamental de la societat humana i la força motriu fonamental de la història.
Avui sovint entès amb una connotació pejorativa, se'l pot associar amb el modern nacionalisme o el comunitarisme.